# Karol Kocot
Karol Kocot (ur. 2 grudnia 1915 w Tarnowskich Górach, zm. 27 maja 1995 w Katowicach) – polski lekkoatleta, specjalizujący się w rzucie młotem. Reprezentował barwy Towarzystwa Gimnastycznego „Sokół” Tarnowskie Góry (do 1939), Kolejarza Katowice (po 1945) i Kolejarza Tarnowskie Góry (po 1951). Mistrz (1947) i wicemistrz (1937) Polski w rzucie młotem. Na przeprowadzonych 27 i 28 czerwca 1937 roku Mistrzostwach ZTG „Sokół” pobił rekord Polski z wynikiem 44,32 m.